# Pałac w Lackiem Wielkim
Pałac w Lackiem Wielkim – pałac, który znajdował się w miejscowości Lackie Wielkie, w rejonie złoczowskim obwodu lwowskiego na Ukrainie, wybudowany w XVIII wieku w stylu empire. Zabudowania pałacowe uległy całkowitemu zniszczeniu.

## Właściciele
Pałac należał do rodziny Strzemboszów. Z tej rodziny pochodziła Zuzanna, żona de Fresnela, a następnie hrabiego Ożarowskiego, która ufundowała w Lackiem klasztor Sióstr Opatrzności Bożej. Wspomnianym siostrom przekazała również swój pałac. Dzięki opiece sióstr pałac przetrwał I wojnę światową w stanie pierwotnym. Według opisu z 1926 r. obiekt nie był przebudowywany ani zniszczony. Współcześnie nie ma już po nim śladu.

## Architektura
Jednopiętrowy budynek, nakryty był mansardą gontową z dwoma frontonami i balkonem wspartym na czterech kolumnach. Nad dolnymi oknami znajdowały się dwa sfinksy i dwa orły napoleońskie. Figurki występowały na przemian. W tympanonie umieszczono posążki Minerwy i Fortuny. Na uwagę zasługiwała brama wjazdowa z kamiennymi figurami Herkulesa. Uważa się, że były one pozostałościami z dworu, który znajdował się na tym miejscu przed wybudowaniem pałacu.